# 亞利桑那領地 (美利堅聯盟國)

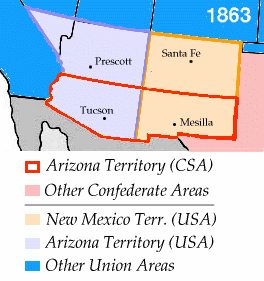
紅線範圍內是美利堅聯盟國的亞利桑那領地

亞利桑那邦聯（英語：Confederate Arizona）是美利堅聯盟國在美國內戰期間的一個合併建制領土，存在於1861年日至1865年之間。聯盟國的亞利桑那領地的範圍和合眾國的亞利桑那領地部分重複但不完全相等。亞利桑那領地在當時是連接美利堅聯盟國和加州南部的重要通道，在南北戰爭期間是西部戰線的重要戰場。